# Mount Tomlinson
Mount Tomlinson ist ein Berg im ostantarktischen Enderbyland. Er ragt 3 km südlich des Mount Marsland im nordöstlichen Teil der Scott Mountains auf.
Kartiert wurde der Berg anhand von Luftaufnahmen, die 1956 im Rahmen der Australian National Antarctic Research Expeditions entstanden. Das Antarctic Names Committee of Australia (ANCA) benannte ihn nach dem britischen Matrosen Raymond Christian Tomlinson (1901–1947), Besatzungsmitglied der RRS Discovery bei der British Australian and New Zealand Antarctic Research Expedition (1929–1931).